# DIN 1310
Die DIN 1310 enthält Benennungen, Formelzeichen, Definitionen und Einheiten für physikalisch-chemische Größen zur quantitativen Beschreibung der Zusammensetzung von Mischphasen/Stoffgemischen (sogenannte Gehaltsangaben).

## Ausgaben
Die Norm wurde erstmals im April 1926 veröffentlicht, jüngere Ausgaben im September 1970 und Dezember 1979. Die zurzeit gültige Ausgabe wurde im Februar 1984 veröffentlicht.

## Inhaltliche Gliederung
1. Allgemeines
2. Wortverbindungen mit -anteil
3. Wortverbindungen mit -konzentration
4. Wortverbindungen mit -verhältnis
5. Molalität
6. Gehalt
7. Zusammenstellung der Zusammensetzungsgrößen

## Übersicht der beschriebenen Gehaltsgrößen
In der folgenden Tabelle sind die in der DIN 1310 definierten Gehaltsgrößen mit Benennung und Formelzeichen zusammengestellt. Die Indizes beziehen sich auf die betrachteten Mischungskomponenten i und j im Stoffgemisch.
|                           | Massen-…                                | Stoffmengen-…               | Teilchenzahl-…               | Volumen-…               |
| ------------------------- | --------------------------------------- | --------------------------- | ---------------------------- | ----------------------- |
| …-anteil                  | Massenanteil wi                         | Stoffmengenanteil xi        | Teilchenzahlanteil Xi        | Volumenanteil φi        |
| …-konzentration           | Massenkonzentration βi                  | Stoffmengenkonzentration ci | Teilchenzahlkonzentration Ci | Volumenkonzentration σi |
| …-verhältnis              | Massenverhältnis ζij                    | Stoffmengenverhältnis rij   | Teilchenzahlverhältnis Rij   | Volumenverhältnis ψij   |
| Quotient Stoffmenge/Masse | Molalität bi                            | Molalität bi                |                              |                         |
| Quotient Stoffmenge/Masse | spezifische Partialstoffmenge qi (Anm.) |                             |                              |                         |